# Cupido chandala
Cupido chandala är en fjärilsart som beskrevs av Moore 1865. Cupido chandala ingår i släktet Cupido och familjen juvelvingar. Inga underarter finns listade i Catalogue of Life.